# Appellationsgericht Trier
Das Appellationsgericht Trier war 1799 bis 1814 das höchste Gericht des von Frankreich annektierten Linken Rheinufers mit Sitz in Trier.

## Revisionsgericht Trier
Die Gerichtsorganisation des Linken Rheinufers von 1798 sah kein Appellationsgericht vor. Auf Ebene der vier Départements des Linken Rheinufers war jeweils ein Tribunal erster Instanz eingerichtet worden. Für Appellationen galt das Prinzip der horizontalen Berufung. In Berufungsangelegenheiten war jeweils ein anderes Tribunal erster Instanz zuständig.
Dies entsprach nicht den Prinzipien der Justizpolitik des revolutionären Frankreichs. Das Direktorium verfügte in einem Dekret vom 21. Fructidor an VII (7. September 1799) die Einrichtung eines Revisionsgerichtes Mainz. Dieses sollte die gleichen Kompetenzen wie der Kassationshof in Paris haben, aber auf die vier Départements beschränkt sein. Es war mit sieben Richtern, einem Kommissar des Exekutiv-Direktoriums und einem Gerichtsschreiber besetzt.
Noch bevor das Gericht die Arbeit aufnehmen konnte, verfügte das Direktorium per Dekret vom 6. Vendémiarie an VIII (30. September 1799) die Verlegung des Gerichtes nach Trier. Dort nahm das Revisionsgericht Trier am 26. November 1799 die Arbeit auf. Bis zum Ende seiner Arbeit am 23. September 1802 fällte das Gericht 626 Urteile. Die Gerichtssprache war französisch.
Die Richter des Gerichtes kamen zu ähnlichen Teilen aus den vier Départements und aus Frankreich. Die ersten Richter waren Barris (Präsident), Seignette, Garreau, Cremer, Gunther, Piorry, Rebmann, Gireau und Dumey. Kommissar war Claude Emanuel Dobsen. Nach einigen Personalwechseln bestand die Richterschaft am Ende des Gerichtes aus Garreau (Präsident), Piorry, Gunther, Rebmann, Giraud, Dumey, St. Martin, Jouve und d’Hame. Ein Richter erhielt ein attraktives Gehalt von 7.000 Franc.

## Appellationsgericht Trier
Mit Gesetzesbeschluss des Konsulats vom 30. Juni 1802 wurden die neue französischen Verfassung und die französische Verwaltungsgesetzgebung in den annektierten Gebieten eingeführt. Das Konsulatsdekret vom 14. Fructidor an X (1. September 1802) wurde die in dieser Verfassung vorgesehene Justizreform (wie bereits mit Gesetz vom 27. Ventose an VIII in Frankreich erfolgt) auch am linken Rheinufer umgesetzt.
Mit diesem Gesetz wurde das Revisionsgericht Trier zum 23. September 1802 aufgehoben. Seine Kompetenzen gingen auf den Kassationshof in Paris über, der diese Aufgabe nun für ganz Frankreich wahrnahm.
Artikel 7 des Konsulatsdekrets vom 14. Fructidor an X regelte die Neubildung des Appellationsgericht Trier. Dieses war nun den 15 Tribunalen erster Instanz des Linken Rheinufers sowie den dortigen Handelsgerichten übergeordnet. Es war wiederum dem Kassationshof in Paris nachgeordnet.
Das Appellationsgericht Trier wurde am 13. Januar 1803 in einer feierlichen Zeremonie eröffnet. Präsident des Gerichts war Garreau. Die weiteren Richter waren d’Hame, Piorry, Rebmann, Giraud, Dumey, Lintz, St. Martin, Jouve, Bouthier, Seyppel und Hom. Dobsen war weiterhin Kommissar. Es bestand daher große Kontinuität der Richter zwischen dem Revisionsgericht und dem Appellationsgericht.
Am 3. Pluviôse an XIII (23. Januar 1805) wurde das Département de la Roer aus dem Gerichtsbezirk des Appellationsgerichtes Trier herausgelöst und dem des Appellationsgericht Lüttich zugeordnet.
Nach der Völkerschlacht bei Leipzig brach 1814 die französische Herrschaft in Deutschland zusammen. Das linke Rheinufer fiel überwiegend an Preußen, Bayern und Hessen. Preußen übernahm weitgehend die französische Gerichtsorganisation. Das französische Appellationsgericht Trier wurde nun zum Appellationsgerichtshof Trier.